# Vite di San Francesco
Le Vitae sono tre agiografie scritte da Tommaso da Celano sulla figura di Francesco d'Assisi. Scritte in un arco di circa vent'anni tra 1228 e 1247 serviranno, specialmente la Prima, come Legenda ufficiale dell'Ordine dei Frati Minori sino alla riforma del 1266.

## Vita Beati Franciscio Vita Prima
Composta tra il 1228 ed il 1230, si tratta della prima agiografia su san Francesco. Fu commissionata a Tommaso direttamente da papa Gregorio IX all'indomani della canonizzazione dell'Assisiate (San Giorgio, Assisi, 15-16 luglio 1228). Visionata e convalidata dal papa nel 1229, divenne la biografia ufficiale dell'Ordine dei frati minori fino al 1266, quando venne sostituita dalla Legenda Maior scritta dal francescano minorita Bonaventura da Bagnoregio.
È divisa in tre parti, che coprono la vita e gli anni subito successivi alla morte. La prima tratta del periodo che si estende dalla nascita sino al 1224, con una particolare attenzione alla giovinezza. La seconda tratta invece dei suoi ultimi anni, mentre la terza si occupa della sua canonizzazione e di alcuni dei suoi miracoli.
Fu probabilmente scritta unendo le esperienze personali di Tommaso, membro dell'Ordine a partire dal 1215, le testimonianze di monaci ed amici del Santo, racconti circolanti all'epoca ed alcuni scritti dello stesso Francesco come il Testamento.
Tommaso crea un'opera che non è assimilabile a modelli agiografici precedenti, cosa che esalta ancor maggiormente l'innovazione dell'Assisiate. Secondo alcuni studiosi, come Raimondo Michetti, infatti, il modello sarebbe addirittura la vita di Cristo, con la tripartizione del testo ad imitazione delle tre tappe nazarene di Incarnazione-Annuncio, Passione e Resurrezione. Secondo altri, invece, l'esempio sarebbe stato quello di san Paolo, data la forte insistenza sulla gioventù e sulla conversione di Francesco, e sull'azione della grazia di Dio nel processo.

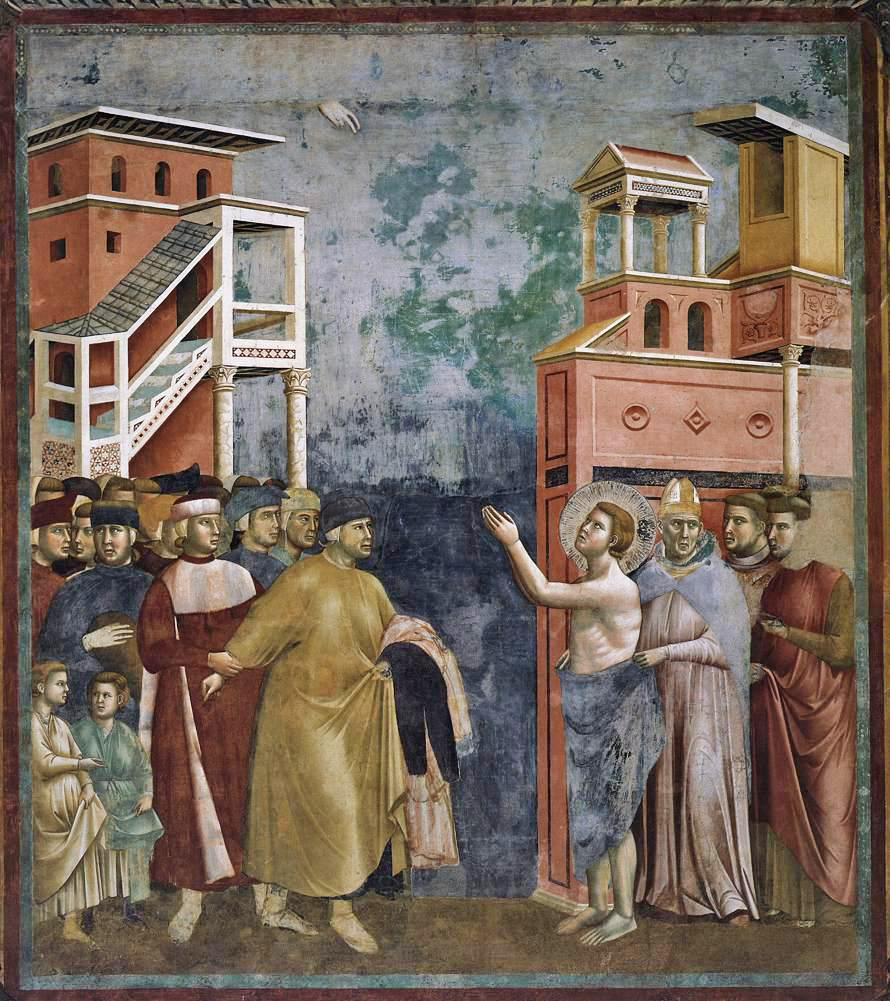
Francesco rinuncia ai beni terreni di fronte al vescovo, episodio riportato anche nella Vita Prima, in un affresco realizzato da Giotto.

Proprio riguardo alla descrizione dell'adolescenza di Francesco furono mosse al frate abruzzese e all'opera diverse critiche: il quadro complessivo che usciva dalle sue pagine era decisamente aspro, sia nei confronti dei genitori, - che lo crescono educandolo alla lascivia e, soprattutto, ne ostacolano in qualsiasi modo la conversione-, che verso la città di Assisi stessa, vista quasi come un ricettacolo del peccato.
Oggi si può parlare di un'opera che risente molto delle problematiche che caratterizzano l'Ordine in quegli anni, come traspare diverse volte dal testo.  La più notevole è legata alla scelta dei frutti meno gustosi e immangiabili e  quella del pescatore sui pesci da tenere o da buttare di nuovo a mare, in una chiara critica allo stato di scarsa selezione per entrare a far parte del movimento, con conseguente perdita di qualità dei monaci. A volte, tuttavia, per esigenze politico religiose vengono omessi alcuni passaggi, come la crisi del 1220, o esaltati specifici personaggi, quali papa Gregorio IX, posto, a tratti, quasi come il cofondatore del movimento.
Ciò che, alla fine, emerge dall'opera è un ritratto abbastanza realistico e preciso della figura del Santo, sia fisico che psicologico, lasciando trasparire i dubbi e le incertezze che dovettero caratterizzarlo. Resta inalternata la complessità e l'accuratezza della sua figura, sebbene talvolta Tommaso non riesca a far emergere totalmente la portata dell'innovazione di Francesco.

## Vita Beati Patris Nostri FranciscioVita Brevis

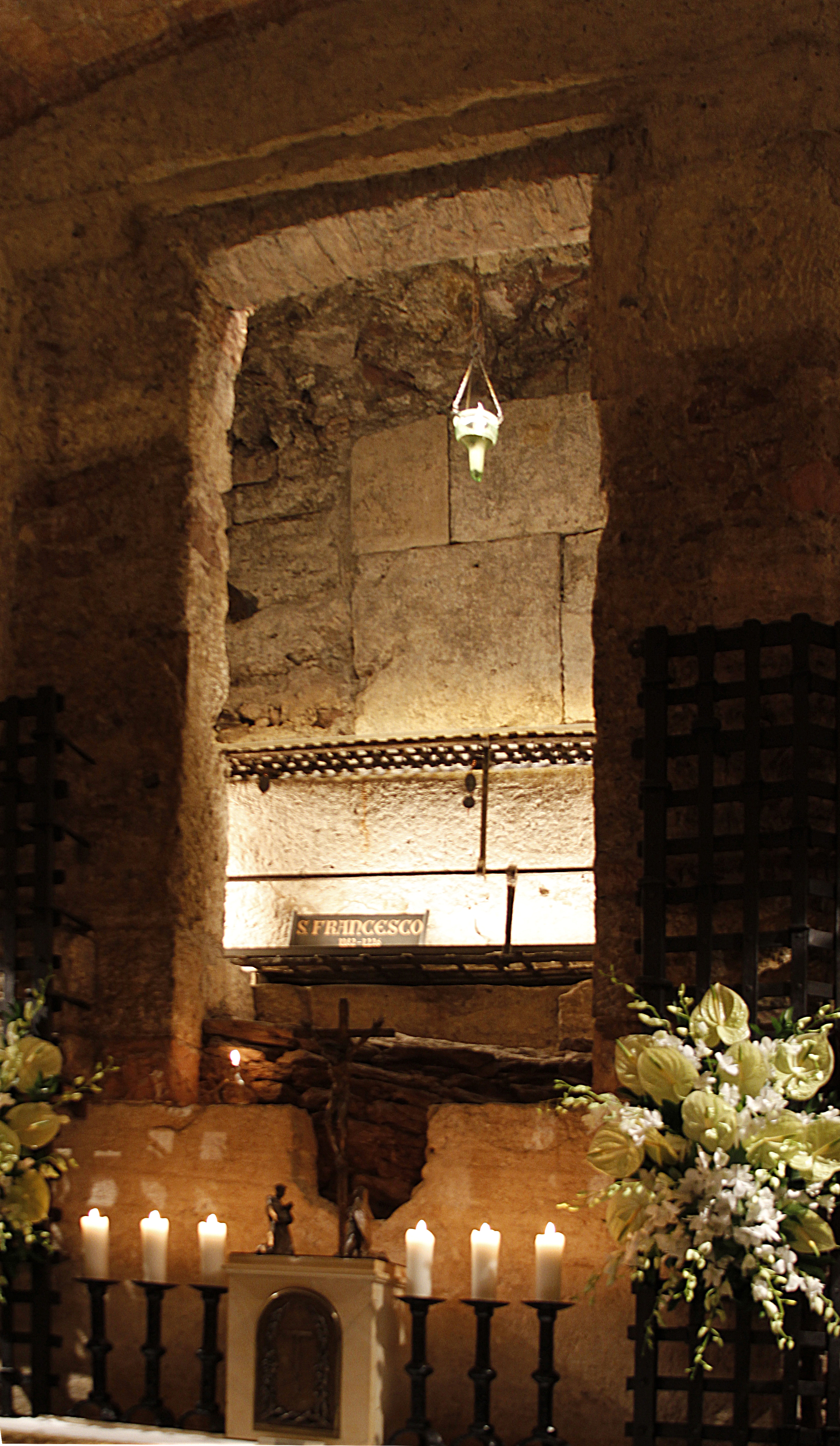
Tomba di San Francesco all'interno della Basilica di S. Francesco di Assisi

Un'altra delle debolezze che dovettero caratterizzare la Vita Prima fu la sua lunghezza, inadatta a chi fosse interessato unicamente a leggere, o più realisticamente sentire, i punti salienti dell'esistenza di Francesco. Per questo Elia da Cortona, l'allora ministro generale dell'Ordine, commissionò all'autore un compendio della sua precedente opera, per uso interno al movimento, che prese il titolo di Vita beati patris nostri Francisci.
Redatta tra 1232 e 1239, gli anni del generalato del Cortonese, ebbe un successo limitato. La sua scoperta risale al 2014, quando la Biblioteca Nazionale di Francia ne acquistò una copia manoscritta (l'unica finora coperta), di produzione umbra, degli anni Trenta del Duecento. Si tratta, probabilmente della terza opera agiografica sul Santo, sebbene il dibattito sia ancora aperto.
Nonostante l'intento, non si tratta solamente di una sintesi della precedente agiografia, ma il Celano vi aggiunge diversi nuovi elementi, sconosciuti prima del 1230. Più in dettaglio, vennero aggiunti la traslazione del corpo del Santo dalla chiesa di San Giorgio, oggi inglobata nella Basilica di Santa Chiara; diversi miracoli postumi e alcuni nuovi episodi della vita, come quello del viaggio a Roma.
Anche quest'opera riflette molto le difficoltà che attraversano l'Ordine in quegli anni, specialmente riguardo al tema della povertà, prevalente in questo testo. Ciò che vi viene descritto è un Francesco che, nel bel mezzo di una spedizione mercantile presso la città laziale, abbandona i suoi ricchi abiti per sperimentare direttamente sulla sua pelle come vivevano i più poveri, arrivando a definire il semplice cibo che consumò con questi mendicanti come ciò che di più delizioso avesse mai mangiato. In quest'episodio si vede, da un lato, l'estrema radicalità del percorso dell'Assisiate, dall'altro la centralità della povertà e la necessità, da parte dei frati, di esperirla direttamente, come aveva fatto il loro fondatore. Tutto ciò si contrappone alla povertà "ragionata" che molti frati, in quegli anni, venivano proponendo.

## Memoriale in desiderio animaeo Vita Seconda
Nel 1244 l'Opera del frate abruzzese fu nuovamente oggetto di scrutinio da parte dell'Ordine, che decise, nel Capitolo Generale di quell'anno, svoltosi presso Genova, di commissionare un ulteriore emendamento alla "Vita Prima". Il nuovo lavoro venne concluso nel 1247 ed approvato quello stesso anno dal Capitolo Generale di Lione.

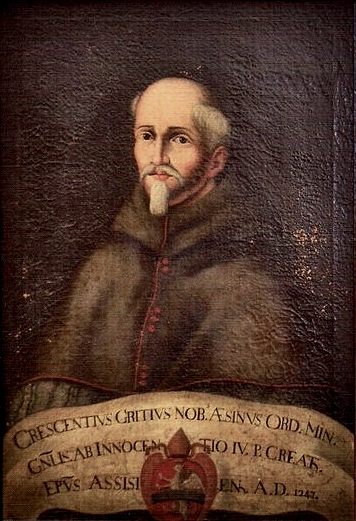
Un ritratto ideale settecentesco di Crescenzio da Jesi, colui che ha commissionato la Vita Secunda

Per quest'occasione l'allora ministro generale dell'Ordine, Crescenzio di Jesi chiese a tutti coloro che sapevano qualcosa della vita del fondatore, di mettere per iscritto e consegnare il proprio contributo. Questi furono poi consultati da Tommaso per la redazione della sua nuova Opera, intitolata il "Memoriale del desiderio dell'anima" .
Queste fonti dovettero essere alquanto eterogenee, avendo origini diverse e venendo scritte con obiettivi diversi. Se alcune di queste opere dovettero segnalare nuovi miracoli concessi dal Santo, oppure, come nel caso di Leone, Rufino ed Angelo, alcuni frati tra i primi seguaci del Santo aggiungere alcuni episodi inediti tratti dalla loro esperienza con lui, altre dovettero comporsi come correzioni di episodi già presenti nella Vita Prima. Questo è principalmente il caso della cosiddetta Leggenda dei Tre Compagni, un'agiografia realizzata proprio in quegli anni dai cittadini di Assisi per stemperare i toni che descrivevano la città come una delle ragioni dei vizi del giovane Francesco.
Proprio la parte riguardante gli anni di formazione, probabilmente a causa del contributo degli assisani fu una delle parti che maggiormente venne modificata nel Memoriale rispetto alle precedenti, perdendo molta della rigidezza di giudizio, sia verso la città, che verso i genitori. L'altra grande innovazione che viene introdotta in quest'agiografia è quella riguardante il cosiddetto specchio della perfezione. Si tratta della seconda sezione dell'opera, con la prima che riguarda la giovinezza e la conversione, e ne è di gran lunga la più consistente (circa 161 capitoli). Si tratta di una collezione non cronologica di eventi legati a Francesco, che dovevano fornire un esempio di virtù e santità a quei monaci volenterosi che desideravano intraprendere un simile percorso. Non si tratta solo di uno strumento utile a coloro che desideravano rinnovarsi, ma anche creare un modello negativo dei comportamenti da biasimare. In tal senso, anche qui si può trovare una forte apologia della povertà come valore fondante del movimento.

## Influsso sul genere agiografico

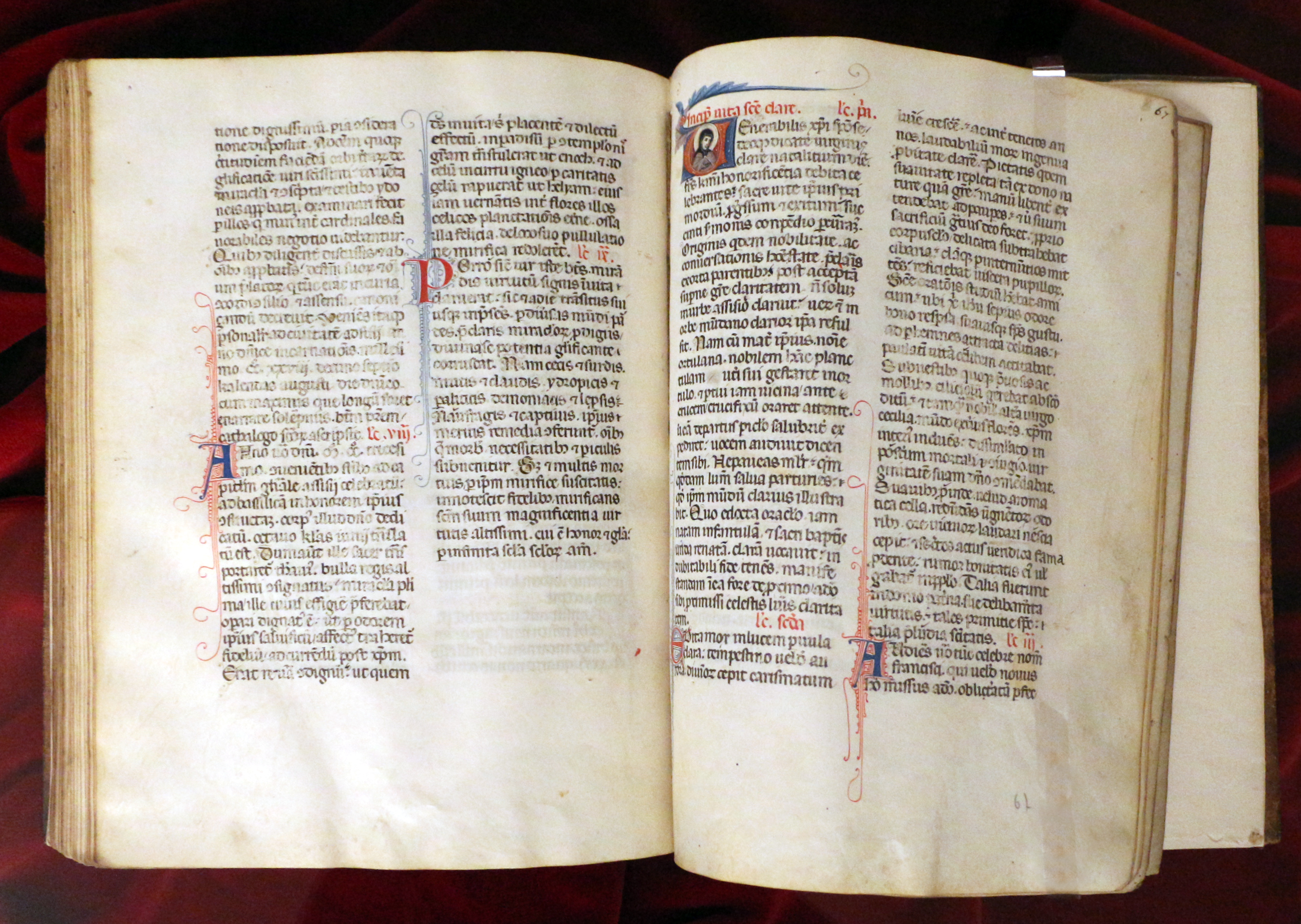
Manoscritto della Legenda Maggiore di S. Francesco e di S. Chiara in un manoscritto di XIII secolo

Tutte e tre le Vitae scritte da Tommaso da Celano ebbero un grande influsso sul genere, specialmente quando legato alla figura di Francesco. Diversi episodi ivi riportati, per esempio, confluirono all'interno delle leggende di Giuliano da Spira, Bonaventura da Bagnoregio o nella Compilazione di Assisi e nello Specchio di Perfezione, opere composte nel XIV secolo.
Più in particolare Bonaventura, nella sua Legenda Maior, riprese non solo alcuni degli accadimenti narrati dal frate abruzzese, ma anche la stessa struttura del Memoriale, componendo una prima parte in ordine cronologico, una seconda in cui trascrive in maniera non ordinata, ed infine recuperando la cronicità nel descrivere, nei due capitoli finali, morte, canonizzazione e traslazione del corpo.
La seconda parte, inoltre, è sostanzialmente sagomata sullo “Specchio della Perfezione” che Tommaso introduce per la prima volta all'interno della Vita Secunda. Questo schema avrà un ampio successo nei decenni successivi alla pubblicazione del Memoriale, non limitandosi solo ad essere adottato solo dal Bagnorese.

## Differenze rispetto alle altre agiografie francescane
Se agiografie successive ripresero molto dalle opere di Tommaso non si tratta tuttavia di una riproduzione alla lettera, bensì di un processo di modifica e ritocco, al fine di adattare ai propri bisogni tali fonti. Avendo infatti obiettivi differenti e raramente coincidenti con quelli del Celano, i diversi agiografi o omettono per intero alcuni episodi che non erano in linea con il loro racconto, oppure li modificano, adeguandoli alle loro necessità. Questo perché non tutti ne condividevano i temi ed i punti di vista, e dovevano adattare i propri scritti alle posizioni del proprio pubblico e dell'Ordine.
Ciò è specialmente evidente in alcuni casi. Per esempio, l'episodio del viaggio di Francesco a Roma, presente all'interno della Vita Brevis, pur venendo dall'anonimo autore della Leggenda dei Tre Compagni, perde, in tale recupero, molta della mordacità presente invece nella descrizione del Celano. Nella Leggenda, infatti, il santo non si reca a Roma all'interno di una spedizione commerciale, ma bensì in pellegrinaggio, rendendo dunque il cambio d'abito e l'immedesimazione nella povertà un atto decisamente meno brusco ed estremo.
Altre interessanti omissioni si possono notare, per esempio, in Bonaventura, che tralascia del tutto un episodio in cui Francesco, come atto di penitenza, si fece condurre nudo e con una corda al collo per Assisi da alcuni dei suoi compagni, oppure evita quasi di menzionare la figura di Chiara, che trova invece ampio spazio nella Vita Sancti Francisci. Questo è forse dovuto alla volontà del Ministro dell'Ordine di dipingere un'immagine di Francesco quasi sovraumana, ammirabile ma non imitabile.

### Fonti primarie
- Vita Prima di San Francesco d'Assisi del Beato Tommaso da Celano, a cura di Leopoldo Amoni, Roma, Tipografia della Pace, 1880. Ospitato su archive.org.
- Vita Seconda ovvero Appendice alla Vita Prima di S. Francesco d'Assisi del B. Tommaso da Celano, a cura di Leopoldo Amoni, Roma, Tipografia della Pace, 1880.

### Fonti secondarie
- Felice Accrocca, «Viveva ad Assisi un uomo di Nome Francesco», Padova, Edizioni Messaggero, 2005.
- Felice Accrocca, «Di statura mediocre, piuttosto piccola». Il Francesco narrato da Tommaso da Celano, in Miscellanea Francescana, vol. 114, 2014,  pp. 54-72.
- Felice Accrocca, La Vita Ritrovata di San Francesco, in Frate Francesco, vol. 83, n. 1, 2017,  pp. 229-249.
- (EN) Jacques Dalarun, The Rediscovered Life of St. Francis of Assisi, traduzione di Timothy Johnson, Franciscan Institute Publications, 2016.
- (EN) Sean Field, New Light on the 1230s: History, Hagiography, and Thomas of Celano's "The Life of Our Blessed Father Francis", in Franciscan Studies, vol. 74, 2016,  pp. 239-247.
- (EN) Timothy J. Johnson, In the Workshop of a Theologian The Life of Our Blessed Father Francis by Thomas of Celano, in Franciscan Studies, vol. 74, 2016,  pp. 249-262.
- (EN) Timothy J. Johnson, Wonders in Stone and Space: Theological Dimensions of the Miracle Accounts in Celano and Bonaventure, in Franciscan Studies, vol. 67, 2009,  pp. 71-90.
- Raimondo Michetti, Francesco d'Assisi e il paradosso della minoritas: la Vita beati Francisci di Tommaso da Celano, Roma, Istituto Storico per il Medioevo, 2004.
- (EN) Thomas Renna, St. Francis as prophet in Celano and Bonaventure, in Michigan Academician, vol. 33, n. 4, 2002,  p. 321. Ospitato su The Free Library.
- (EN) Gilbert Wdzieczny, The life and works of Thomas of Celano, in Franciscan Studies, vol. 5, n. 1, 1945. Ospitato su archive.org.